# Mueang Kon D United FC
Der Mueang Kon D United Football Club (thailändisch สโมสรฟุตบอลเมืองคนดี ยูไนเต็ด) ist ein thailändischer Fußballverein aus Surat Thani. Aktuell spielt der Verein in der vierten Liga, der Thailand Semi-Pro League.

## Geschichte
Der Verein wurde 2022 gegründet. In seiner ersten Saison spielte er in der vierten Liga. Gleich im ersten Jahr seines Bestehens schaffte der Verein den Aufstieg in die dritte Liga. Hier trat man in der Southern Region an. Am Ende der Saison 2022/23 belegte der Klub den letzten Platz und musste somit wieder den Weg in die Amateurliga antreten.

## Stadion
Der Verein trägt seine Heimspiele im Surat Thani Province Stadium in Surat Thani aus. Das Stadion hat eine Kapazität von 10.000 Personen. Eigentümer sowie Betreiber ist die Surat Thani Provincial Administration Organization.

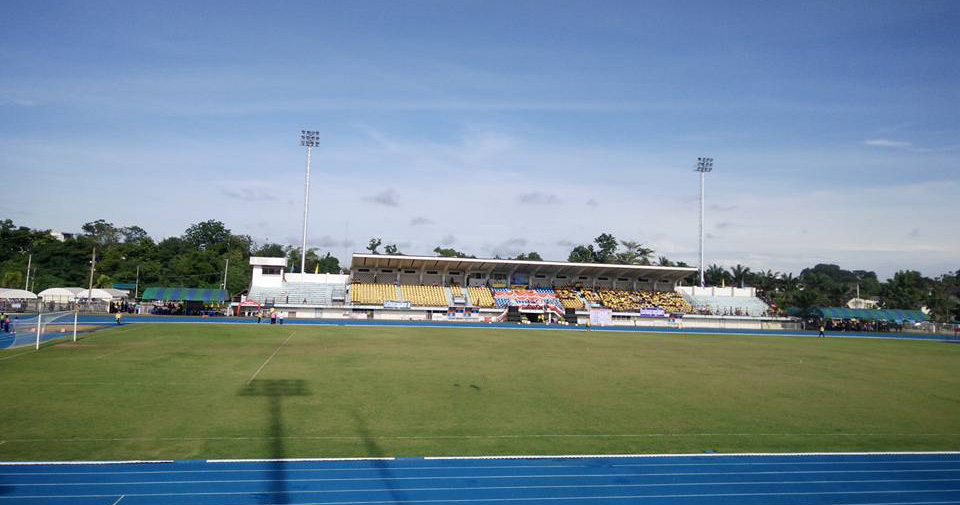
Surat Thani Province Stadium

## Saisonplatzierung
| Saison  | Liga                     | Liga  | Liga   | Liga | Liga | Liga | Liga  | Liga   | Liga     | Pokal  | Pokal                  |
| Saison  | Liga                     | Level | Spiele | S    | U    | N    | Tore  | Punkte | Position | FA Cup | Thai League Cup        |
| ------- | ------------------------ | ----- | ------ | ---- | ---- | ---- | ----- | ------ | -------- | ------ | ---------------------- |
| 2022    | Thailand Amateur League  | 4     |        |      |      |      |       |        | ▲        |        |                        |
| 2022/23 | Thai League 3 – South    | 3     | 22     | 2    | 5    | 15   | 13:42 | 11     | 12. ▼    |        | 1. Qualifikationsrunde |
| 2024    | Thailand Semi-Pro League | 4     |        |      |      |      |       |        |          |        |                        |

## Aktueller Kader
Stand: 14. Februar 2023
| Nr. |          | Position | Name                   |
| --- | -------- | -------- | ---------------------- |
| 3   | Thailand | AB       | Songpon Plaimuang      |
| 5   | Thailand | AB       | Watcharakorn Chobtham  |
| 6   | Thailand | AB       | Chakkriphan Kadnadin   |
| 8   | Thailand | MF       | Titipan Klinmake       |
| 9   | Thailand | MF       | Narongrit Rattanaklao  |
| 10  | Thailand | MF       | Amnuai Nueaoon         |
| 11  | Thailand | MF       | Wiraphong Sankaew      |
| 14  | Thailand | MF       | Tanawuty Sutthinun     |
| 18  | Thailand | MF       | Iyarak Chumdaeng       |
| 19  | Thailand | MF       | Nitipat Nunpuy         |
| 23  | Thailand | ST       | Chartdanai Priksuwan   |
| 24  | Thailand | TW       | Phanupong Songdecha    |
| 25  | Thailand | MF       | Rattanapon Rattanaklao |
| 26  | Thailand | MF       | Ratchapol Sopha        |
| 28  | Togo     | AB       | Vincent Bossou         |

| Nr. |          | Position | Name                   |
| --- | -------- | -------- | ---------------------- |
| 30  | Thailand | TW       | Wichaya Ganthong       |
| 33  | Thailand | AB       | Teerawat Suban         |
| 35  | Thailand | AB       | Samart Chucherd        |
| 38  | Thailand | AB       | Natthaphat Kitpanaporm |
| 39  | Thailand | AB       | Thawatchai Promsrikeaw |
| 42  | Thailand | TW       | Suriya Kananurug       |
| 44  | Thailand | MF       | Siwapong Jarernsin     |
| 49  | Thailand | ST       | Khanchit Wannaphakdi   |
| 51  | Thailand | MF       | Piyabut Srichaiwal     |
| 55  | Thailand | AB       | Teeraphon Sangdech     |
| 66  | Thailand | AB       | Thanathat Rungrot      |
| 69  | Thailand | AB       | Apisit Yutimit         |
| 70  | Thailand | MF       | Weerasak Jeeroun       |
| 88  | Thailand | MF       | Suriya Kumpan          |
| 99  | Thailand | ST       | Raksaphong Ruangram    |